# 湯川甲三
湯川 甲三（ゆかわ こうぞう）は、日本の建築家。
皇居造営に従事したのち、1887年（明治20年）より臨時建築局の技手となる。その後、内務省の内務技手として帝国議会仮議院（広島臨時仮議事堂）の建設などに従事。1896年（明治29年）に退官。
その後、富士紡績株式会社建築工事係嘱託、横浜正金銀行新築掛雇などを経て、1904年（明治37年）東宮御所御造営局設計課勤務となリ、1908年（明治41年）までつとめた。